# Доровских, Виктор Борисович
Ви́ктор Бори́сович Доровски́х (род. 19 октября 1950, Хатанга, Красноярский край) — советский легкоатлет, специалист по спортивной ходьбе. Выступал за сборную СССР по лёгкой атлетике в конце 1970-х — середине 1980-х годов, победитель Кубка мира в командном зачёте, многократный победитель и призёр первенств всесоюзного значения, обладатель бронзовой медали турнира «Дружба-84». Мастер спорта СССР международного класса. Тренер по спортивной ходьбе. Заслуженный тренер СССР (1992).

## Биография
Виктор Доровских родился 19 октября 1950 года в селе Хатанга Красноярского края.
Во время учёбы в школе занимался лыжным спортом. Учился в Дальневосточном высшем общевойсковом командном училище в Благовещенске — здесь с 1972 года проявлял себя в лёгкой атлетике, выступал в беге на длинные дистанции, а в 1973 году перешёл в спортивную ходьбу. Первое время был подопечным местного тренера Николая Михайловича Михайлова, затем тренировался самостоятельно.
В 1976 году с результатом 1:28:20 одержал победу в ходьбе на 20 км на чемпионате Сибири и Дальнего Востока — таким образом выполнил норматив мастера спорта СССР. Начиная с этого времени постоянно проживал в Ленинграде, проходил подготовку под руководством заслуженного тренера СССР Сергея Кирилловича Бондаренко.
Впервые заявил о себе на всесоюзном уровне в сезоне 1978 года, когда выиграл бронзовую медаль на чемпионате СССР по спортивной ходьбе на 50 км в Москве. Попав в состав советской сборной, выступил на чемпионате Европы в Праге, где финишировал пятым. По итогам сезона удостоен почётного звания «Мастер спорта СССР международного класса».
В 1979 году в ходьбе на 50 км с рекордом Европы 3:46:25 одержал победу на чемпионате страны в рамках VII летней Спартакиады народов СССР в Москве. Этот результат на тот момент стал третьим в мировой истории; лучше выступал только мексиканец Рауль Гонсалес (3:41:19 и 3:45:52 годом ранее). На Кубке мира в Эшборне с новым рекордом 3:45:51 выиграл бронзовую медаль в личном зачёте 50 км и тем самым помог своим соотечественникам стать серебряными призёрами в мужском командном зачёте (Кубок Лугано).
В 1981 году в той же дисциплине получил серебро на чемпионате СССР по спортивной ходьбе в Ленинграде, прошедшем в рамках Мемориала братьев Знаменских. На Кубке мира в Валенсии занял 11-е место в личном зачёте и вновь стал серебряным призёром командного зачёта.
В 1982 году был лучшим на чемпионате СССР по ходьбе на 50 км в Москве, тогда как на чемпионате Европы в Афинах сошёл с дистанции.
В 1983 году показал восьмой результат на впервые проводившемся чемпионате мира по лёгкой атлетике в Хельсинки. На Кубке мира в Бергене взял бронзу личного зачёта 50 км и победил в командном зачёте.
Рассматривался в качестве кандидата на участие в летних Олимпийских играх 1984 года в Лос-Анджелесе, однако Советский Союз вместе с некоторыми другими странами восточного блока бойкотировал эти соревнования по политическим причинам. Вместо этого Доровских выступил на альтернативном турнире «Дружба-84» в Москве, где выиграл бронзовую медаль.
В августе 1985 года на домашних соревнованиях в Ленинграде Виктор Доровских установил свой личный рекорд в ходьбе на 50 км — 3:44:08.
В 1986 году окончил Государственный институт физической культуры имени П. Ф. Лесгафта, после чего занимал должность старшего тренера в Спортивном клубе армии (1986—1987) и в сборной СССР (1987—1996). Принимал участие в подготовке многих титулованных советских и российских ходоков, в том числе его воспитанниками являются олимпийский чемпион Андрей Перлов, чемпион мира Александр Поташёв, чемпион Европы Валерий Спицын.
За выдающиеся достижения на тренерском поприще удостоен почётных званий «Заслуженный тренер РСФСР» (1990) и «Заслуженный тренер СССР» (1992).